# Sportsmaster
Sportmaster è il nome utilizzato da due personaggi dei fumetti della DC Comics che utilizzarono le loro abilità sportive per i propri scopi criminali. Lo Sportsmaster originale comparve per la prima volta in All-American Comics n. 85 (maggio 1947), e fu creato dallo scrittore John Broome e dall'artista Irwin Hasen.

## Crusher Crock
Fu il nemico della Lanterna Verde originale e di Wildcat. Fu conosciuto come Crusher Crock, un atleta di vari sport olimpici e un maestro di arti marziali frustrato che si diede al crimine. Fu un membro delle varie incarnazioni della Società dell'Ingiustizia e si alleò (e successivamente sposò) la criminale della Golden Age Cacciatrice. Successivamente ebbero una figlia di nome Artemis Crock, che divenne la terza Tigress. Negli anni successivi passò la maggior parte del tempo in prigione ma una volta fu fatto evadere da sua figlia - all'epoca membro della Injustice Unlimited. Dopo la sua morte, il suo corpo fu clonato da un'organizzazione segreta chiamata Il Consiglio per rinforzare i ranghi.
Nella miniserie della Elseworld, The Golden Age, ambientata al di fuori della continuità regolare dell'Universo DC, si scoprì il nome di Sportsmaster, Lawrence Crock. Morì salvando una ragazzina che stava per essere uccisa da Dynaman.

### Terra-1
La versione di Terra-1 del personaggio ebbe lo stesso nome e le stesse origini, ma fu nemico di Robin e Batgirl. Sposò anche la versione di Terra-1 di Cacciatrice. Dopo aver perso una partita di baseball (criminali contro eroi), non si vide più. Con Crisi sulle Terre infinite, questa versione fu spazzata via dall'esistenza per fondersi con la sua controparte di Terra-Due.

## Victor Gover
Ci fu una seconda identità per Sportsmaster, Victor Gover, un ex giocatore di football e un maestro di arti marziali che possedeva dei "riflessi fotografici". Combatté contro Martian Manhunter e successivamente divenne membro della Suicide Squad per una missione durante la Guerra degli Dei: fu uno dei pochi membri che sopravvissero a questa missione. Gover riemerse recentemente, scommettendo su sé stesso in un combattimento contro Wildcat, che fece scoprire a quest'ultimo un giro di scommesse illegali sui combattimenti tra metaumani. Gover quindi si confrontò contro una Justice Society of America non in forma, poiché tentava di mantenere la sicurezza di Ma Hunkel che fu rapita. Dopo che Wildcat salvò Ma' Hunkel, subito la JSA si scagliò su di lui. Wildcat portò Gover nel luogo in cui accadde l'intero incidente, sconfisse Gover in modo esaustivo, e lo costrinse a ritirarsi dalla vita criminale e a frequentare i Giocatori d'Azzardo Anonimi.

## Sportsmen
Ci furono due individui che ispirarono il proprio modus operandi dopo quello dei due Sportsmaters, lo Sportsman di Terra-2 e Micky Mantle, Sportsman di Terra-1.
La versione di Terra-2 ottenne i suoi poteri dall'assorbimento di un globo anti-protoni che incrementò i suoi attributi fisici e gli permise di sopportare il controllo telecinetico degli attrezzi di vari sport. Questa versione si dedicò ad una vita di crimine come risultato degli effetti del globo nella razionale funzione della sua corteccia cerebrale. Si confrontò con numerosi eroi, inclusi il Robin della Golden Age e Wildcat.
La versione di Terra-1 era un ex atleta frustrato che si sottopose al trattamento di incremento di suo padre e si diede ad una vita criminale con attributi fisici a livelli olimpionici e specializzò dei gadget su idee proprie. Il suo avversario fu il Batman della Golden Age che gli permise di "vincere", una volta conscio che la vita di Mantle stava arrivando alla fine.

## Final Crisis Aftermath
Uno Sportsmaster comparve come un seguace del Generale Immortus in Final Crisis Aftermath: Run!. Il suo vero nome, le sue origini, e ogni connessione a Crock deve ancora essere appurata. Il suo look è basato sullo Sportman di Terra-1.

## Poteri e abilità
Crock è un eccezionale esperto di arti marziali e un esperto nell'uso di armi bianche. Utilizza armi simili agli attrezzi sportivi come palle da baseball esplosive, basi volanti, mazze da baseball a razzo, palle da basket knockout, reti rullanti di lacrosse, dischetti da hockey su ghiaccio esplosivi. Il costume degli Sportsmasters include un casco da baseball, una maschera da lanciatore, un corpetto da lanciatore, pantaloni da giocatore di football americano e scarpe con tacchetti.
Dopo Crock, anche i successivi Sportsmaster sono degli eccezionali esperti di arti marziali e ottimi acrobati.

## Altri media

### Cinema
- In un'intervista il regista James Gunn ha rivelato di aver considerato Sportsmaster tra i possibili personaggi del suo film The Suicide Squad - Missione suicida.

### Televisione
- In The Batman Adventures (ambientato nell'universo DC) Sportsmaster compare come uno dei tenenti di Maschera Nera.
- Nell'episodio Legends, Sportsman si basa sullo Sportsmaster originale.
- In Justice League Unlimited, Sportsmaster fece una breve comparsa come il primo avversario che sconfisse Wildcat nel torneo segreto Meta-Brawl tra metaumani tenuto da Roulette. Comparve successivamente come membro della Società Segreta di Gorilla Grodd.
- Sportsmaster comparve nell'episodio "Invasion of the Secret Santas" della serie animata Batman: The Brave and The Bold. Interruppe un torneo di bowling facendo dei partecipanti dei birilli umani, solo per essere sconfitto da Batman e Blue Beetle. Sportmaster ritornò in "Night of Huntress" come un prigioniero della prigione Iron Heights. In "Hail the Tornado Tyrant", lui e la sua gang derubarono una banca prima di essere sconfitti da Red Tornado e suo figlio, Tornado Champion. Ebbe poi un piccolo cameo in "Aquaman's Outrageous Adventures", insieme a sua moglie, Tigress, e sua figlia, Artemis Crock.
- È uno degli antagonisti principali della prima e seconda stagione della serie Young Justice. Collabora con "La Luce" ed è in realtà il padre di Artemis Crock e Cheshire.